# Ixia odorata
Ixia odorata is een soort uit de lissenfamilie (Iridaceae). Het is een overblijvend bolgewas dat een hoogte van 60 centimeter kan bereiken. De plant heeft lineaire tot lancetvormige bladeren, aan de bovenzijde losjes opgerold. De bloeiwijze is een aar, waaraan vijf tot twaalf bloemen kunnen groeien. De bloemen hebben een citroengele tot zwavelgele kleur en zijn zoetgeurend.
De soort komt voor in het zuidwesten van de Kaapprovincie in Zuid-Afrika. Hij wordt aangetroffen in een gebied tussen de bergen nabij de Olifantsrivier tot in het stadje Piketberg en verder op het Kaapse Schiereiland, in de Kleinrivier Mountains en bij de plaats Elim. De plant groeit in gebieden met fynbos op zandsteenhellingen en granietontsluitingen.